# المركز اليهودي-المسيحي للتفاهم والتعاون
المركز اليهودي-المسيحي للتفاهم والتعاون هو مؤسسة تعليمية التي يمكن من خلالها للمسيحيين الذين يقمون بجولة لإسرائيل دراسة الكتاب العبري مع الحاخامات الأرثوذكس والتعرف على جذور العبرانية من المسيحية. أنشئ المركز في أفرات في عام 2008 من قبل الحاخام شلومو ريسكين، الذين وصف بأنه «المتحدث الأبرز باسم الحاخامية عن المسيحيين الصهيونيين». يعمل المركز مع العديد من الشركاء والمنظمات الرئيسية للأديان المسيحية مثل مسيحيون متحدون من أجل إسرائيل والسفارة الدولية المسيحية بالقدس.

## تاريخ المركز
الأساس الأيديولوجي، والتي أدى في نهاية المطاف إنشاءالمركز اليهودي-المسيحي للتفاهم والتعاون في عام 2008 من قبل الحاخام شلومو ريسكين، وبدأ في التبلور ما يقرب من 50 عاما منذ 1964

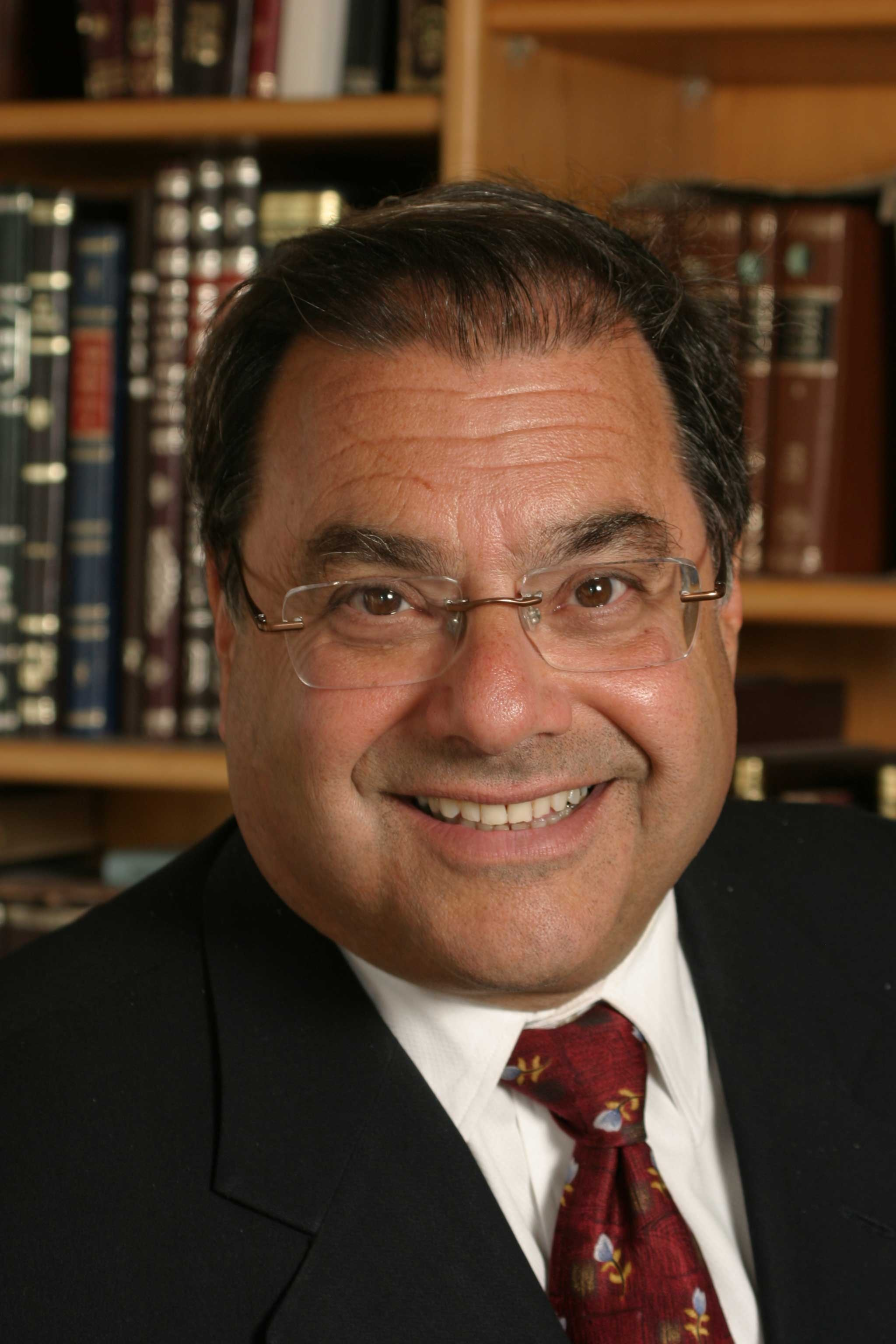
الحاخام شلومو ريسكين

## وصلات خارجية
- الموقع الرسمي
- الأرشيف في الصحافة والأعلام
- قضايا التحالف اليهودي المسيحي- بيان تفاهم